# Neotegenaria agelenoides
Genre
Espèce
Neotegenaria agelenoides, unique représentant du genre Neotegenaria, est une espèce d'araignées aranéomorphes de la famille des Agelenidae.

## Distribution
Cette espèce est endémique du Guyana.

## Description
La femelle holotype mesure 7,9 mm.

## Publication originale
- Roth, 1967 : A review of the South American spiders of the family Agelenidae (Arachnida, Araneae). Bulletin of the American Museum of Natural History, no 134, p. 297-346 (texte intégral).